# میمون دماغ‌سربالای تونکین
میمون دماغ‌سربالای تونکین (نام علمی: Pygathrix avunculus) نام یک گونه از تیره میمون بر قدیم است.